# کریستینا بیچیری
کریستینا بیچیری (متولد ۱۹۵۰) فیلسوف ایتالیایی-آمریکایی است. او استاد تفکر اجتماعی و اخلاق تطبیقی در دپارتمان فلسفه و روانشناسی دانشگاه پنسیلوانیا، استاد مطالعات حقوقی در دانشکده وارتون و مدیر برنامه فلسفه، سیاست و اقتصاد است. آثار او عمدتاً در حوزه فلسفه علوم اجتماعی، انتخاب عقلانی و نظریه بازی است. آثار اخیر او متمرکز بر ماهیت و تکامل هنجارهای اجتماعی و طراحی آزمایش‌های رفتاری برای بررسی شرایط پیروی از هنجارهاست.